# 拉白站
拉白站（站牌彝文写作ꇁꀙ/la bit）是一个成昆线上的铁路车站，位于四川省凉山彝族自治州越西县贡莫镇（原拉白乡）拉白村3组，建于1970年，目前为四等站，邮政编码为616662。目前客运：办理旅客乘降；不办理行李、包裹托运；货运：办理整车货物发到。2023年9月车站进行联锁设备改造，改造后的拉白站可由普雄站远程控制，并可转换为无人值守车站。

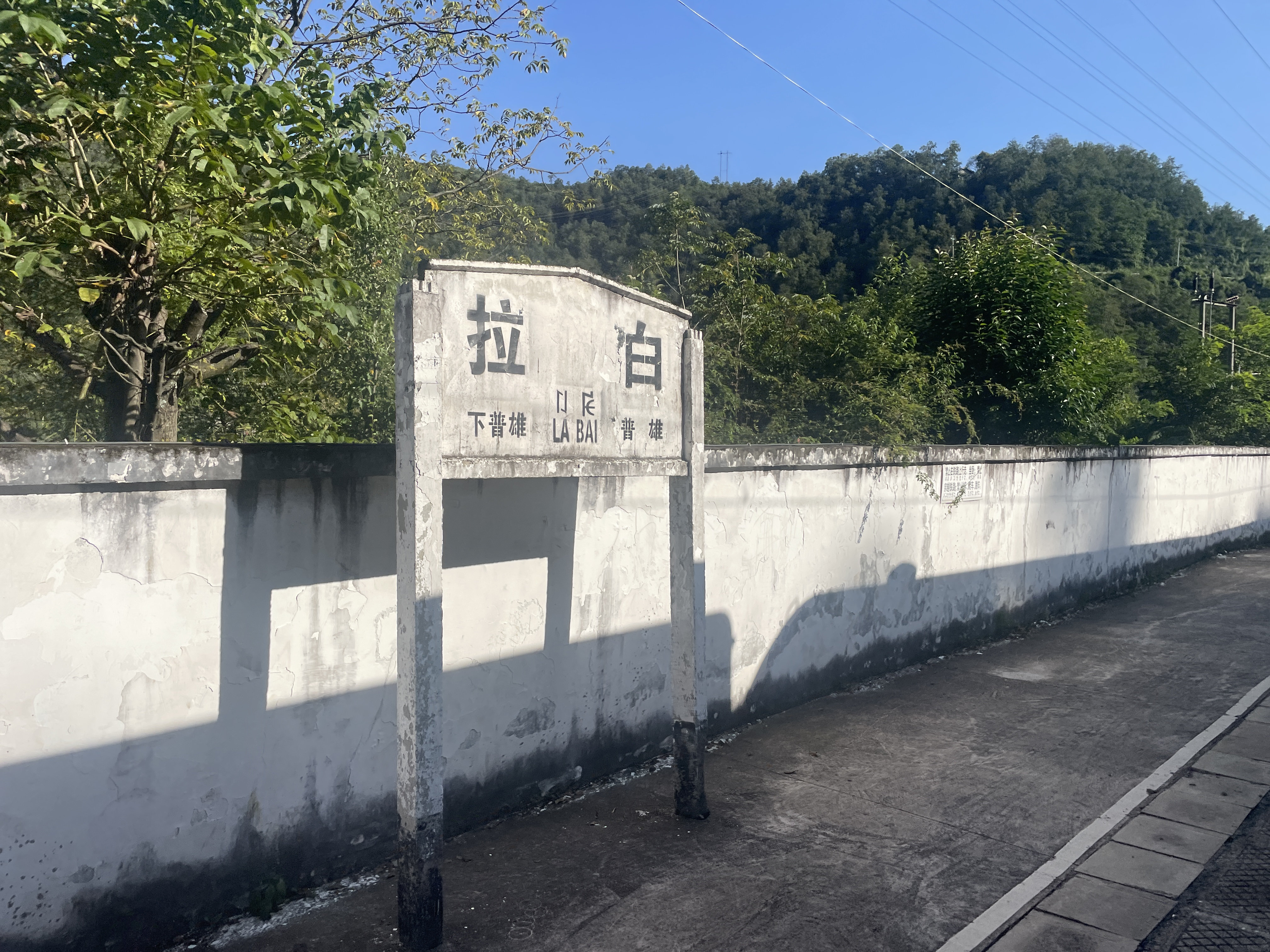
车站站台和站牌
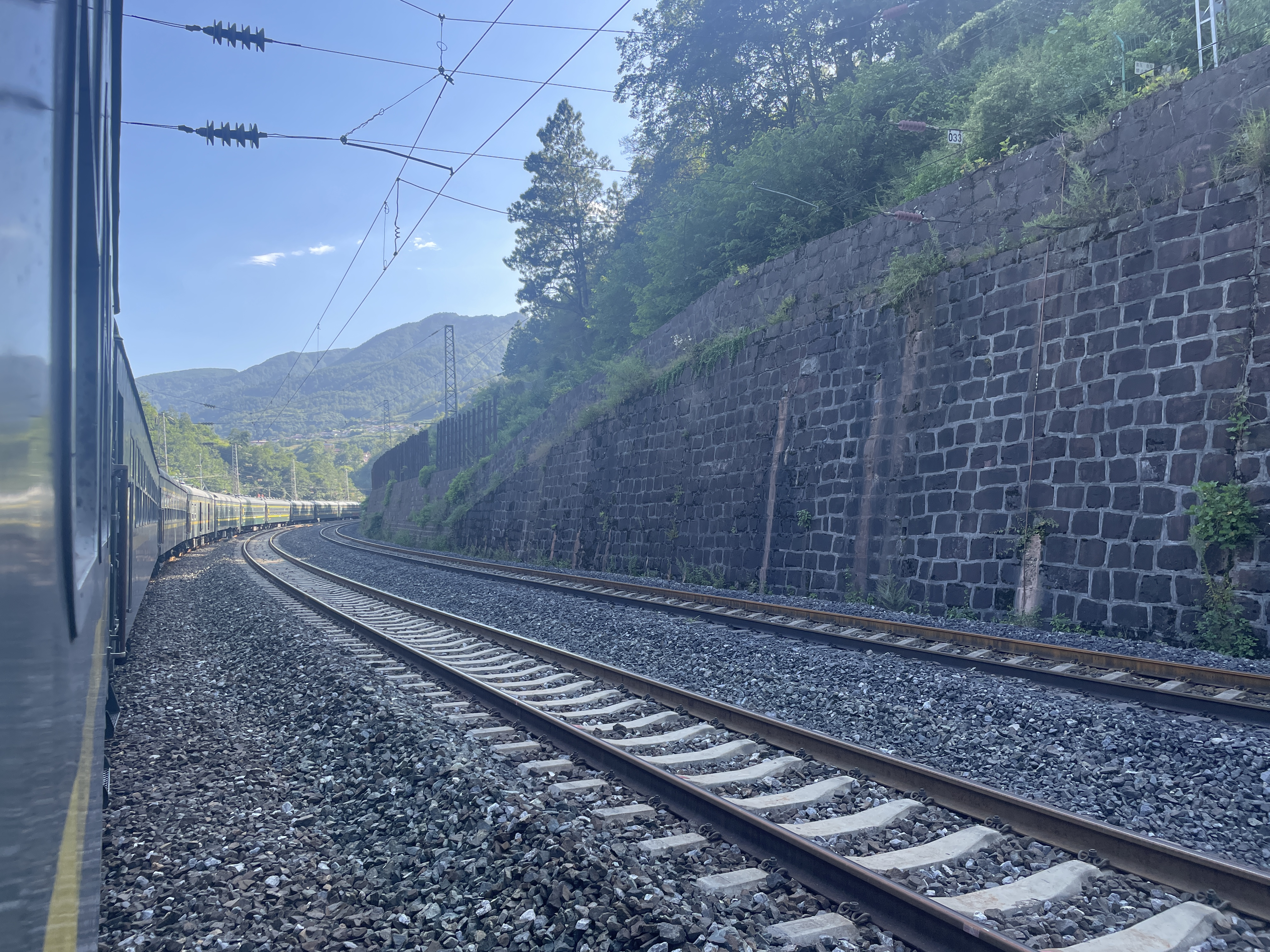
车站站场
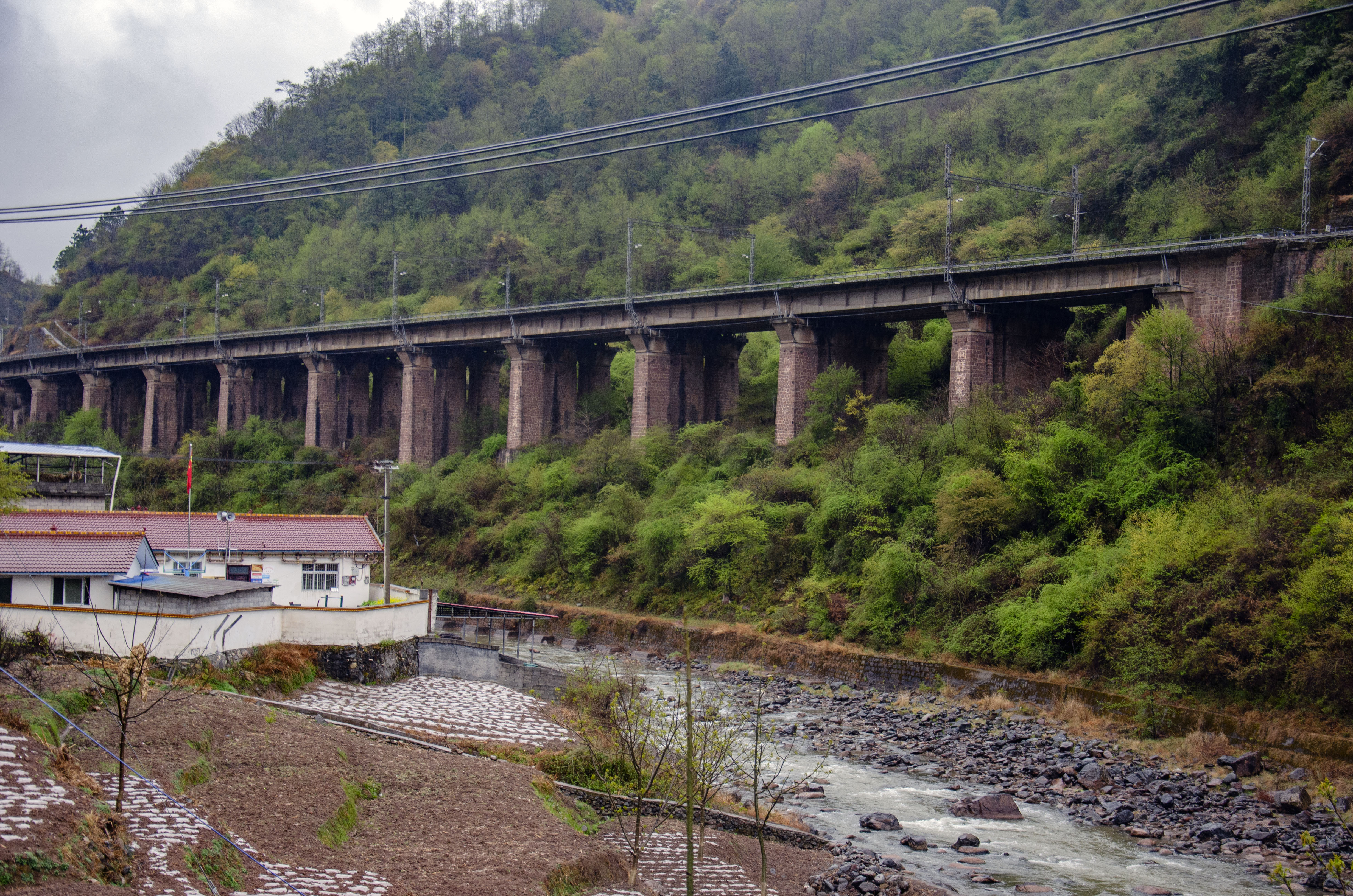
车站一部分站场位于拉白1号三线大桥上